# Пленцдорф, Ульрих
У́льрих Пле́нцдорф (нем. Ulrich Plenzdorf; 26 октября 1934, Берлин — 9 августа 2007[…], Берлин) — немецкий писатель, сценарист и драматург. Его самым известным сочинением является пьеса «Новые страдания юного В.», в которой классический сюжет Гёте перенесён в современные Пленцдорфу условия ГДР. «Новые страдания» написаны в монтажной композиции с использованием жаргона молодёжи 70-х годов XX века. Премьера пьесы состоялась в 1972 году в Галле.
Пленцдорф родился 26 октября 1934 в Берлине, в районе Кройцберг. Во времена нацизма в Германии родители несколько раз попадали в тюрьму за принадлежность к КПГ. Ульрих изучал философию в Лейпцигском университете. Работал на киностудии «ДЕФА».
Пленцдорф умер 9 августа 2007 в клинике под Берлином в возрасте 72 лет.

## Награды
- 1971 — Премия имени Генриха Грайфа
- 1973 — Премия Генриха Манна
- 1978 — Премия Ингеборг Бахман
- 1995 — Премия Адольфа Гримме